# Chaundee Brown
Chaundee Dwaine Brown Jr. (Orlando, Florida; 4 de diciembre de 1998) es un jugador de baloncesto estadounidense que pertenece a la plantilla del Kobe Storks de la B.League japonesa. Con 1,96 metros de estatura, juega en la posición de escolta.

## Trayectoria deportiva

### Universidad
Jugó tres temporadas con los Demon Deacons de la Universidad de Wake Forest, en las que promedió 10,4 puntos, 4,7 rebotes y 1,2 asistencias por partido. Para su temporada sénior, Brown pidió ser transferido a Míchigan, eligiendo a los Wolverines sobre Gonzaga e Illinois. Recibió una exención de elegibilidad inmediata de la NCAA. Allí jugó una temporada, en la que promedió 8,0 puntos y 3,1 rebotes por partido. El 10 de abril de 2021, Brown se declaró para el draft de la NBA, renunciando a un año adicional de elegibilidad universitaria.

#### Estadísticas
| Año     | Equipo      | PJ  | PT | MPP  | %TC  | %3P  | %TL  | RPP | APP | ROB | TPP | PPP  |
| ------- | ----------- | --- | -- | ---- | ---- | ---- | ---- | --- | --- | --- | --- | ---- |
| 2017–18 | Wake Forest | 30  | 29 | 20.9 | .411 | .342 | .806 | 3.0 | 1.1 | .2  | .2  | 7.6  |
| 2018–19 | Wake Forest | 31  | 29 | 29.0 | .408 | .323 | .840 | 4.9 | 1.2 | .7  | .2  | 11.9 |
| 2019–20 | Wake Forest | 23  | 15 | 28.2 | .456 | .322 | .831 | 6.5 | 1.4 | .5  | .1  | 12.1 |
| 2020–21 | Michigan    | 28  | 1  | 20.6 | .488 | .419 | .690 | 3.1 | .6  | .1  | .3  | 8.0  |
| Total   | Total       | 112 | 74 | 24.6 | .435 | .352 | .812 | 4.3 | 1.1 | .4  | .2  | 9.8  |

### Profesional
Tras no ser elegido en el Draft de la NBA de 2021, firmó con Los Angeles Lakers el 10 de agosto de 2021, pero fue despedido el 15 de octubre. El 23 de octubre, Brown firmó con los South Bay Lakers como jugador afiliado.
El 16 de noviembre de 2021, Brown firmó un contrato dual con Los Angeles Lakers, que le permite jugar también con su filial de la G League, South Bay. Sin embargo, el 21 de diciembre fue cortado tras disputar dos encuentros con los Lakers.
El 27 de diciembre de 2021, los Atlanta Hawks firmaron a Brown con un contrato de 10 días.
El 19 de julio de 2023, Brown firmó con Scarborough Shooting Stars de la Canadian Elite Basketball League, haciendo su debut dos días después. El 29 de julio fue dado de baja del club.
El 22 de julio de 2023 firmó con el SIG Strasbourg de la LNB Pro A francesa.

## Estadísticas de su carrera en la NBA

### Temporada regular
| Año     | Equipo      | PJ | PT | MPP  | %TC  | %3P  | %TL  | RPP | APP | ROB | TPP | PPP |
| ------- | ----------- | -- | -- | ---- | ---- | ---- | ---- | --- | --- | --- | --- | --- |
| 2021-22 | L.A. Lakers | 2  | 0  | 10.5 | .143 | .000 | –    | 1.0 | .0  | .0  | .0  | 1.0 |
| 2021-22 | Atlanta     | 3  | 2  | 27.7 | .360 | .400 | .833 | 4.7 | 1.3 | .7  | .0  | 9.7 |
| Total   | Total       | 5  | 2  | 20.8 | .313 | .333 | .833 | 3.2 | .8  | .4  | .0  | 6.2 |